# Valerian Brenner

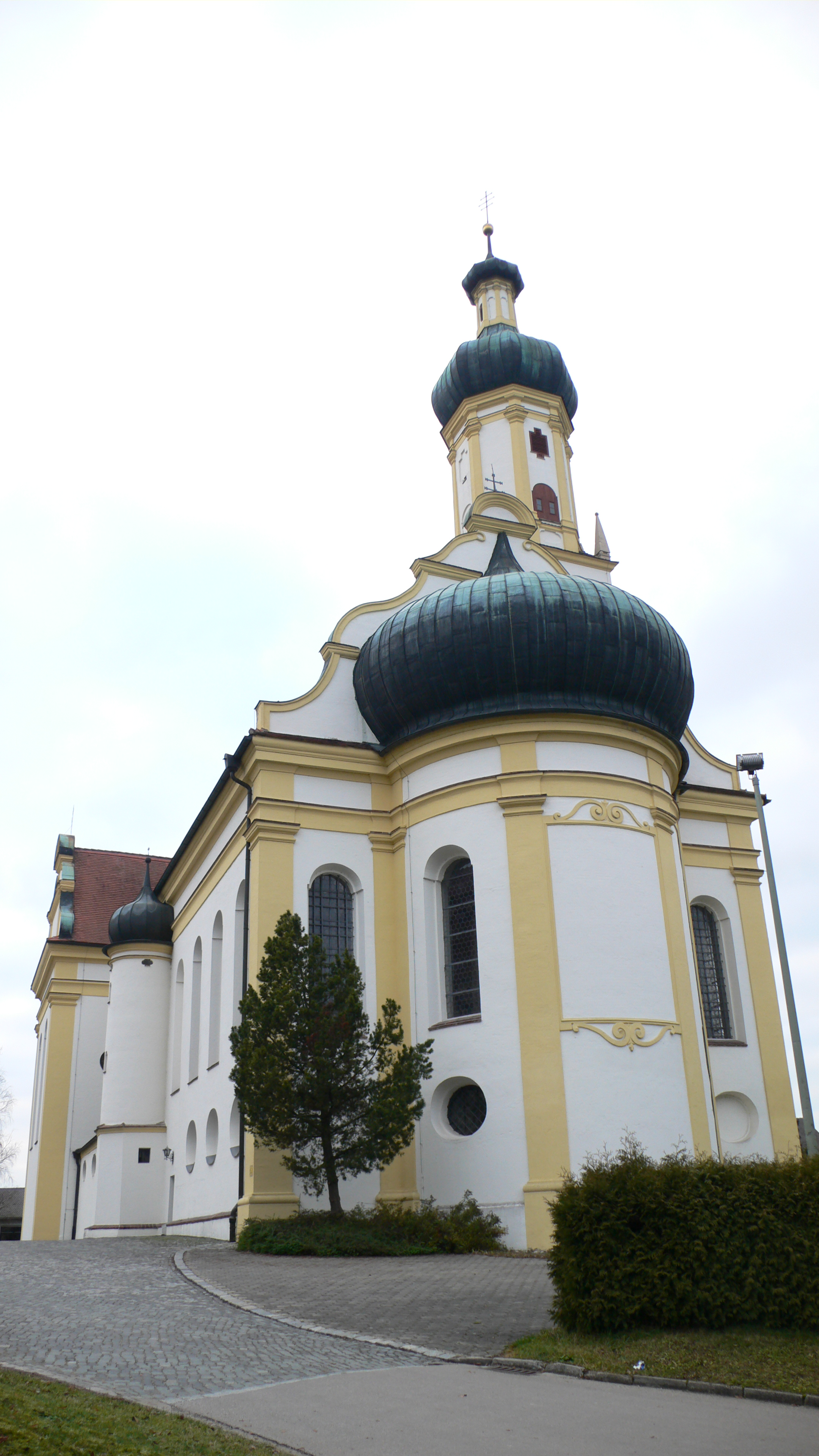
St. Jakob und Lorenz in Biberbach

Valerian Brenner (* 26. März 1652 in Au im Bregenzerwald; † 27. April 1715 in Günzburg) war ein Baumeister des Vorarlberger Barocks.

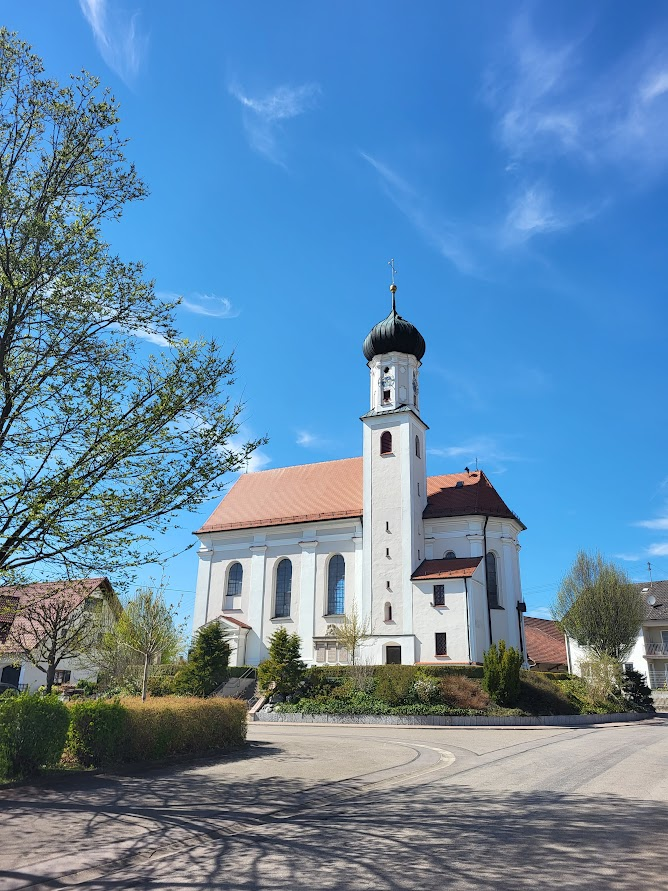
Sankt Nikolaus in Kleinkötz

Seit 1678 in Günzburg ansässig, war Brenner für die Familie Fugger, das Augsburger Domkapitel und weitere geistliche und weltliche Herren in Ostschwaben als Baumeister tätig. Eines seiner ersten Werke – er war erst 28 Jahre alt – war die Herstellung des Turm-Oktogons der Pfarrkirche St. Martin in Mertingen.
Brenner gilt als solider und gediegener Baumeister der zweiten Reihe, in dieser nimmt er aber eine herausragende Position ein. Er wurde nicht müde, nach den Wünschen seiner anspruchslosen, sparsamen und auf Zweckmäßigkeit ausgerichteten Bauherren deren Kirchen und Schlösser, Pfarrhöfe und Amtshäuser, Brauhäuser und Klostergebäude zu bauen oder zu erneuern.

## Hauptwerke
- Schießen, Wallfahrtskirche Mariä Geburt (1682–1686)
- Biberbach, Wallfahrtskirche St. Jakobus und St. Laurentius und Heiliges Kreuz (1684–1694)
- Rechberg, Wallfahrtskirche Hohenrechberg (1686–1688)
- Kleinkötz, Pfarrkirche St. Nikolaus (1692–1711)
- Donauwörth, Konventbau des ehemaligen Benediktinerklosters Heilig Kreuz, Süd- und Ostflügel (1696–1700)
- Auerbach, Kirche St. Nikolaus (1698–1735)
- Neuburg an der Donau, Klosterkirche St. Ursula (1699–1701)
- Günzburg, Umbau des Markgrafenschlosses (1703)
- Rathaus in Burgau (1709–1711)
- Obermedlingen, Klosterkirche Mariä Himmelfahrt (1709–1717)